# T.50
La recommandation T.50 de l'UIT-T spécifie l'Alphabet international de référence (en anglais, International Reference Alphabet ou IRA), anciennement Alphabet international n° 5 (en anglais, International Alphabet No. 5 ou IA5), un codage de caractères. L'ASCII est la variante américaine de ce jeu de caractères.
La version originale de novembre 1988 correspond à la norme ISO 646. La version actuelle est celle de septembre 1992.